# Czusowoj
Czusowoj (ros. Чусовой) – miasto we wschodniej Rosji, w Kraju Permskim, na Uralu, nad Czusową (dopływ Kamy). Około 44 000 mieszkańców (2024).
Z Czusowoju pochodzi Tatjana Iwanowa, rosyjska saneczkarka.
W mieście rozwinął się przemysł drzewny, materiałów budowlanych, spożywczy oraz hutniczy.